# Morbus Pompe
Der Morbus Pompe, auch als Pompe’sche Krankheit bezeichnet, gehört als Saure-Maltase-Mangel zur Gruppe der Glykogenspeicherkrankheiten und wird als Typ II dieser Gruppe klassifiziert (siehe auch lysosomale Speicherkrankheit). Die seltene (Prävalenz: 1:18.698 Geburten), erblich bedingte Stoffwechselkrankheit macht sich überwiegend durch eine Muskelschwäche bemerkbar und wird daher auch zu den Myopathien gezählt. In Deutschland sind gegenwärtig mindestens 300 Menschen diagnostiziert; weltweit geht man von 5.000–10.000 Betroffenen aus.

## Geschichte
Die Krankheit ist nach dem niederländischen Pathologen Joannes Cassianus Pompe (1901–1945) benannt, der 1932 erstmals die Symptome beschrieb. Die Krankheit wurde 1954 von G.T. Cori als Glykogenspeicherkrankheit Typ II klassifiziert. 1963 entdeckte H.G. Hers das Fehlen der lysosomalen α-Glucosidase als Ursache der Krankheit. Die Erwachsenenform wurde erstmals 1969 von A.G. Engel beschrieben. Bereits 1973 wurde ein Therapieversuch mit alpha-Glucosidase durchgeführt, die damals aus der Plazenta gewonnen wurde.

## Klinik und Verlauf
Die Erkrankung kann in allen Lebensaltern auftreten und wird je nach Schwere und Zeitpunkt des Auftretens der ersten Symptomen in die frühe (IOPD: infantile onset Pompe Disease) und die späte (LOPD: late onset Pompe Disease) Verlaufsform unterteilt. Bei Säuglingen (infantiler Morbus Pompe) endet sie in der Regel im ersten Lebensjahr tödlich durch Herzversagen im Rahmen einer hypertrophen Kardiomegalie. Erste Symptome treten bei der infantilen Form mit etwa zwei Monaten auf, unter anderem mit Facies myopathica, die Diagnose wird durchschnittlich mit fünf Monaten gestellt und der Tod tritt mit etwa neun Monaten ein.
- Manifestation bereits im frühen Säuglingsalter,
- keine oder nur geringe (unter 1 %) Restaktivität der Glucosidase,
- Herz-, Skelett- und Atemmuskulatur stark betroffen und
- unbehandelt rasche Progression: Lebenserwartung meist unter einem Jahr (Todesursache meist Herzversagen im Rahmen einer hypertrophen Kardiomegalie).

Nicht-klassisch infantile Verlaufsform (Säuglinge)
- tritt ebenfalls im Säuglingsalter auf, allerdings ist eine GAA-Restaktivität vorhanden (bis zu 30 %),
- keine Herzbeteiligung und
- Symptome ähnlich der späten juvenil/adulten Verlaufsform.

Späte juvenil/adulte Verlaufsform (Kinder, Jugendliche und Erwachsene)
- manifestiert sich im Kindes-, Jugend- oder Erwachsenenalter,
- GAA-Restaktivität von bis zu 30 % vorhanden[8] und
- ebenfalls progredient fortschreitend, aber langsamer als die infantile Verlaufsform.

Der Verlauf bei jugendlichen und erwachsenen Patienten ist uneinheitlich und nicht vorhersehbar. Beobachtete Symptome sind fortschreitende Muskelschwäche besonders der Atemmuskulatur (Zwerchfellschwäche) und rumpfnaher Skelettmuskulatur (Oberarm, Becken/Oberschenkel). Hierbei können sowohl milde als auch schwere Verläufe mit der Notwendigkeit von Beatmung und Verlust der selbständigen Fortbewegung vorkommen. Es gibt ein kontinuierliches Krankheitsspektrum; definierte Krankheitsstadien gibt es nicht. Im Durchschnitt treten erste Beschwerden bei der adulten Form um das 28. bis 36. Lebensjahr auf und äußern sich in Schwierigkeiten beim Sport und beim Laufen. Oft sind Hüft- und Gesäßmuskeln zuerst betroffen, dann tritt ein charakteristischer schaukelnder Gang (das sogenannte Trendelenburgsche Gangbild) auf.
Die Diagnose wird durchschnittlich mit 36 Jahren gestellt; die Notwendigkeit eines Rollstuhls erfolgt mit etwa 46 Jahren, eine Atemunterstützung ist durchschnittlich mit 49 Jahren erforderlich.
Ein Zusammenhang zwischen respiratorischer und motorischer Funktion besteht nicht; ein Drittel der Patienten benötigt vorübergehend oder dauerhaft eine Beatmung. Die Stärke der Symptome ist von der Krankheitsdauer, nicht vom Alter abhängig. Ein früher Krankheitsbeginn deutet auf einen schlechteren Verlauf hin. Häufig wird Erschöpfung berichtet, zu Schmerzen gibt es widersprüchliche Daten. Die geistige Leistungsfähigkeit ist nicht beeinträchtigt. Der Tod tritt meist durch Atemversagen oder andere Lungenprobleme wie Pneumonie ein. Tod durch Ruptur eines zerebralen Aneurysmas wird gehäuft beschrieben; andere Krankheitskomplikationen werden beschrieben, beispielsweise zerebrale Aneurysmen; Ursache könnte eine Gefäßwandschwäche durch Glykogenablagerungen sein.

## Ursache
Ursache ist ein genetischer Defekt des Enzyms α-1,4-Glucosidase (Saure Maltase, Glucosidase alpha acid, kurz: GAA), der entweder in einem völligen Fehlen oder einer verminderten Aktivität resultiert. In der Muskulatur unterbleibt dadurch der Abbau des Glykogen, einer Speicherform des Zuckers, zu Glucose. Das Glykogen lagert sich vor allem in den Lysosomen der Muskelzellen ab und zerstört damit die Muskelzelle. Die Restaktivität des Enzyms ist umgekehrt mit der Erkrankungsschwere korreliert. Beim infantilen Typ findet sich meist nur eine Enzymaktivität von <1 %, beim late-onset M. Pompe, der sich im Kindes-, Jugendlichen und Erwachsenenalter manifestieren kann, liegt sie bei bis zu 30 %.
Die Stoffwechselerkrankung wird autosomal-rezessiv vererbt, beide Geschlechter sind gleich häufig betroffen. Das Gen liegt auf Chromosom 17, Region q25.2-q25.3 und hat eine Länge von 28 kbp. Die Genetik der Erkrankung ist heterogen; bisher sind über 300 verschiedene Mutationen beschrieben worden, Betroffene sind compound-heterozygot. Bei der infantilen Form liegen meist zwei schwere Mutationen und somit ein kompletter Enzymdefekt vor. Hier wurde in Geschwisteruntersuchungen eine hohe Übereinstimmung zwischen Genotyp und Erkrankungsverlauf gesehen. Dagegen besteht bei der Erwachsenenform kein Zusammenhang zwischen dem Genotyp und dem Phänotyp.

## Diagnostik
Die sichere Diagnose M. Pompe erfolgt über die Enzymbestimmung (GAA-Enzymaktivität) mit anschließender genetischer Bestätigung. Die Diagnose ist z. B. mittels eines einfachen Trockenbluttests möglich.
Für diesen Trockenbluttest werden einige Tropfen Blut auf eine Trockenblutkarte aufgetropft. Nachdem sie getrocknet sind, wird die Karte per Post an ein spezialisiertes Labor geschickt. Dort wird das Blut wieder aus der Filterkarte herausgelöst und für die folgenden Tests aufbereitet.
Zur Bestimmung der Enzymaktivität wird zu einer definierten Menge Blut eine definierte Menge Substrat dazugegeben. Nach einer bestimmten Zeit wird z. B. per Massenspektrometrie analysiert, wie viel Produkt durch die Enzymreaktion entstanden ist. Hieraus lässt sich schließen, wie aktiv das Enzym ist. Um die Verlässlichkeit der Messwerte zu gewährleisten, ist es wichtig, dass ein zertifizierter Assay verwendet wird.
Für die genetische Analyse wird das Gen der sauren alpha-Glukosidase sequenziert. Beide Tests – die Messung der Enzymaktivität und die genetische Analyse – kann – je nach Labor – aus dem Material einer Trockenblutkarte erfolgen.
Da beim Morbus Pompe nicht alle Muskeln gleichermaßen betroffen sind, kann eine Muskelbiopsie auch normale oder unspezifische Befunde liefern und ist daher keine zuverlässige Methode zur Diagnosesicherung. Histologisch können in der PAS-Färbung eine massive Glykogeneinlagerung in den Muskelfasern nachweisbar sein.
Im Blut ist häufig (über 90 %) die Creatin-Kinase (CK), Lactat-Dehydrogenase (LDH), Aspartat-Aminotransferase (AST, GOT) und Alanin-Aminotransferase (ALT, GPT) erhöht, im Urin das Glc4.
An die Bestimmung der GAA-Enzymaktivität mittels Trockenblut-Testung sollte bei Kindern, Jugendlichen und Erwachsenen mit erhöhter Creatin-Kinase (CK) und muskulären Beschwerden sowie Befunden, die auf eine Muskelerkrankung vom Glieder-Gürteltyp hinweisen, gedacht werden.
Morbus Pompe ist eine seltene Muskelerkrankung, dessen Symptomatik ähnlich ist zu zahlreichen anderen Muskelerkrankungen die als Differentialdiagnosen in Betracht kommen.

## Behandlung
Seit 2006 steht zur spezifischen Behandlung des M. Pompe eine Enzymersatztherapie zur Verfügung. Das in CHO-Zellen rekombinant hergestellte Enzym (Alglucosidase alfa, Handelsname Myozyme) wird alle 14 Tage als Infusion verabreicht. Bei Patienten mit klassisch infantilem Verlauf kann die Enzymersatztherapie das beatmungsfreie und auch das Gesamtüberleben erheblich verlängern. Mit 3,5 Jahren ist mehr als die Hälfte der Patienten noch am Leben, etwa ein Drittel benötigt keine Beatmung. Ein Teil der Kinder lernt sitzen oder laufen. Bei Patienten mit spätem Verlauf kann eine Stabilisierung der Erkrankung erreicht werden. Jährlich kostet die Therapie zwischen 50.000 EUR (Säuglinge) und 500.000 EUR (Erwachsene).
Empfohlene Begleittherapien reichen von Diätempfehlungen über Atem- und Krankengymnastik und letztendlich auch Beatmung und künstliche Ernährung. Es gibt Hinweise auf einen Nutzen einer Kombination aus Ausdauertraining und proteinreicher Ernährung.
Weitere Therapieansätze wie Gentherapie sind erst in frühen, tierexperimentellen Stadien. Bei Mäusen war der Gentransfer mit einem Adenovirus-Vektor erfolgreich. Die Knochenmarkstransplantation war bisher erfolglos. Ein neuer, aber noch nicht praxisreifer Ansatz, ist die Behandlung mit pharmakologischen Chaperonen, welche die fehlerhafte Faltung der mutierten sauren Maltase teilweise korrigieren und so deren Rest-Aktivität verstärken.
Betroffene Familien sollten sich genetisch beraten lassen. Bei gesunden Eltern, die beide Gendefekt-Träger sind, beträgt das Risiko 25 %, dass ein Kind an Morbus Pompe erkrankt.

## Trivia
Im US-Filmdrama Ausnahmesituation (2010) mit Brendan Fraser und Harrison Ford wird die Geschichte einer Familie erzählt, in der zwei Kinder betroffen sind. Der Vater stellt sich der Bedrohung entgegen, indem er mit einem Forscher – der sich seinerseits mit einer Lösung des Problems theoretisch erfolgreich auseinandergesetzt hat – eine wackelige Allianz eingeht, um ein Medikament gegen Morbus Pompe zur Marktreife zu bringen.
In der deutschen Fernsehserie In aller Freundschaft wird in der 2012 ausgestrahlten Folge 551 der Fall eines Morbus-Pompe-Kranken geschildert. Den betroffenen Patienten verkörpert Bernd Herzsprung.